# Jan Chwałek
Jan Chwałek (ur. 7 stycznia 1930 w Woli Baranowskiej, zm. 30 listopada 2018 w Babulach) – polski duchowny katolicki, muzykolog, organmistrz, doktor habilitowany, profesor nadzwyczajny Katolickiego Uniwersytetu Lubelskiego Jana Pawła II.

## Życiorys
Był absolwentem Wyższego Seminarium Duchownego w Sandomierzu i studiów muzykologicznych w KUL. Święcenia kapłańskie otrzymał w 1956. W latach 1961–2005 wykładowca w Instytucie Muzykologii KUL. W 1964 uzyskał tam stopień doktora teologii w zakresie muzykologii kościelnej, a w 1980 stopień doktora habilitowanego w zakresie muzykologii. W 1981 został docentem, a w 1992 profesorem nadzwyczajnym KUL. Pełnił funkcję dyrektora Instytutu Muzykologii (1982–1985) oraz kierownika Katedry Instrumentologii (1984–2005). Był także pracownikiem Krakowskiego Oddziału Pracowni Konserwacji Zabytków (1972–1982). Pełnił również funkcję wykładowcy Wyższego Seminarium Duchownego w Sandomierzu.
Był budowniczym dziewięciu instrumentów organowych.
Należał do Towarzystwa Naukowego KUL, Związku Kompozytorów Polskich (sekcja muzykologów), International Musicological Society, Gesellschaft der Orgelfreunde.
Został pochowany na cmentarzu w Woli Baranowskiej.